# Home (August Burns Red album)
Home is het eerste livealbum van de Amerikaanse metalcoreband August Burns Red. Het album is live gefilmd op 4 juni 2010 in Warehouse 54 te Manheim, Pennsylvania en op cd/dvd uitgebracht op 28 september 2010 via Solid State Records.

## Nummers
| 1.                 | Intro                            |                | 0:58 |
| 2.                 | Back Burner                      | Messengers     | 3:41 |
| 3.                 | White Washed                     | Constellations | 4:18 |
| 4.                 | Your Little Suburbia Is in Ruins | Thrill Seeker  | 3:59 |
| 5.                 | The Eleventh Hour                | Messengers     | 4:49 |
| 6.                 | Meddler                          | Constellations | 3:56 |
| 7.                 | The Truth of a Liar              | Messengers     | 4:56 |
| 8.                 | Marianas Trench                  | Constellations | 5:27 |
| 9.                 | Thirty and Seven                 | Constellations | 3:18 |
| 10.                | Existence                        | Constellations | 4:50 |
| 11.                | Meridian                         | Constellations | 5:55 |
| 12.                | A Shot Below the Belt            | Thrill Seeker  | 5:23 |
| 13.                | Up Against the Ropes             | Messengers     | 4:57 |
| 14.                | Composure                        | Messengers     | 5:43 |
| 15.                | The Seventh Trumpet              | Thrill Seeker  | 7:07 |
| Totale duur: 69:19 |                                  |                |      |

## Formatie
- Jake Luhrs – leidende vocalen
- JB Brubaker – leidende gitaar
- Brent Rambler – slaggitaar
- Dustin Davidson – bas, achtergrondvocalen
- Matt Greiner – drums, piano